# Lac d'Apremont
Le lac d'Apremont est un réservoir dans le département de la Vendée en région Pays de la Loire  Il a été formé par un barrage-poids ou un barrage dit de gravité sur la commune d'Apremont, construit en 1966.

## Présentation
La superficie du lac est de 1,67 km2  pour une longueur de 8 km ou 10 km et une largeur d'environ 400 mètres. C'est aussi le plus grand lac de Vendée. Le volume d'eau stocké est de 1,67 million de m3. La profondeur maximale est de 7 mètres. Le bassin versant de la Vie, en amont du lac, est de 276 km2. La surface du lac est à environ 13 m d'altitude. Deux importants affluents de la Vie confluent dans ce lac, la Petite Boulogne (rd) et le Noiron (rg).
Le lac d'Apremont est aménagé pour les loisirs avec une plage de sable fin. Il est géré par l'AAPPMA La Brème de la Vie.